# Estación Carlos Spegazzini
Carlos Spegazzini es un apeadero ferroviario ubicado en la ciudad homónima, en el partido de Ezeiza, Gran Buenos Aires, Argentina.

## Servicios
Es un centro de transferencia intermedio del servicio diésel metropolitano de la Línea General Roca que se presta las estaciones Ezeiza y  Cañuelas.

## Toponimia
Debe su nombre al médico ítalo-argentino Carlos Luis Spegazzini.

## Diagrama
| Plataforma Sur   |                                                                   |
| Vía 1            | Trenes a Cañuelas provenientes de Ezeiza (próxima Máximo Paz)     |
| Vía 2            | Trenes a Ezeiza provenientes de Cañuelas (próxima Tristán Suárez) |
| Plataforma Norte |                                                                   |